# Васко Нунес де Балбоа
Вижте пояснителната страница за други личности с името Балбоа.
Васко Нунес де Балбоа (на испански: Vasco Núñez de Balboa) е испански мореплавател, конкистадор, изследовател на Южна Америка.

## Ранни години (1475 – 1509)
Роден е около 1475 година в Херес де лос Кабалерос, Испания, в благородно семейството. През 1501 г. участва в експедицията на Родриго де Бастидас по северозападното крайбрежие на Южна Америка, след което през 1505 г. се установява в Испаньола, където става плантатор. Начинанието му се оказва неуспешно и затъва в дългове. Спасявайки се от кредиторите си и грозящия го затвор, през 1509 тайно се качва на кораб (Балбоа се качва на кораба скрит в буре) и заминава за новата колония – Панама.

## Завоюване на Колумбия и Панама (1509 – 1513)
По време на пребиваването си в днешните територии на Колумбия и Панама испанците научават от индианците, че недалеч зад планините се намира голямо море. Научавайки за това, през 1511 г. Балбоа, който има на разположение около 300 моряци и войници, започва завоюването на вътрешните райони на Западна Колумбия и Източна Панама, въпреки че му е ясно, че с тези малки сили не ще може да справи с местните индиански племена. Затова той се възползва от враждата между отделните местни племена и започва да сключва съюзи с едни, за да побеждава други. Съюзниците снабдяват войниците му с хранителни припаси и обработват земите на испанците. Един от племенните вождове, изумен от жаждата, с която конкистадорите се нахвърлят на златни предмети, докладва на Балбоа, че на няколко дни път от залива Дариен има гъстонаселена страна, наричана Биру (Перу), където има много злато, но за нейното покоряване са нужни големи сили. Това навярно дава идеята на Франсиско Писаро, участник в тази експедиция, да организира по-късно собствена експедиция за завладяването на Перу. Балбоа изпраща молба до краля на Испания да му бъдат изпратени 1000 войника и финанси за експедиция за завоюването на Перу.
Освен това вождът добавя, че там от планинските върхове се вижда друго море, по което плават кораби, по размери не отстъпвайки на испанските кораби.

## Покоряване и завладяване на Южното море (1513 – 1514)
За похода към Южното море Балбоа се решава едва след две години (очаквайки още отговора на краля), когато от Испаньола идва вестта, че той е издирван за метеж срещу испанските власти в Колумбия. Начело на отряд от 190 испанци и 600 индианци-носачи на 1 септември 1513 г. се отправя от северното крайбрежие на Панама на юг в планините.  Отрядът е принуден непрекъснато да изоставя болните си в малки лагери. Излизайки веднъж срещу непреодолима преграда, отрядът на Балбоа е принуден да се върне. На мястото на поредния бивак с болни, испанците откриват само покрити с мравки кости. Така от първоначалния отряд на Балбоа остават 67 испанци. След изнурителен 25-дневен преход през Панамския провлак (ширина 48 км), преодолявайки девствени гори, достигат до брега на Тихи  океан, скрит още зад обрасли с джунгла хълмове. Същата вечер водачът индианец показва на Балбоа близкия връх на един хълм и му казва, че от там вече може да се види „Южното море“. На 25 септември Балбоа решава да се изкачи само с най-здравите от отряда. Малко преди да достигнат върха – около 10 часа сутринта, от височината той вижда на юг огромното водно пространство, от там се обръща на изток и вижда и Антлантическия океан. Малко по-късно Васко Нунес де Балбоа вика останалите да споделят гледката. Присъстващият свещеник отец Андрес де Вара внезапно запява „Te deum laudamus“ и за почуда на индианците-носачи всички падат на колене и също запяват. По знак на свещеника повалят голямо дърво и издигат кръст, върху който издълбават инициалите на испанския крал. Раменете на кръста сочат като ръце към двата океана. Балбоа държи кратка реч на своите войници, обещавайки им богатства и завоевания. След това вика писаря Андрес де Валдебарано, който описва тържествения акт в грамота.
Слизането към брега трае 2 дни. За да се открие най-късия път надолу, Балбоа разделя отряда на части. Третата група под командването на войника Алонсо Мартин достига първа брега.
На 29 септември (Денят на св. Михаил) Балбоа и остатъкът от отряда достигат до брега на океана и кръщават залива Сан Мигел (8°20′ с. ш. 78°20′ з. д. / 8.333333° с. ш. 78.333333° з. д., от Панамския залив).
Балбоа, придружаван от 22-ма спътници, отново подготвя тържествена церемония. Облечен в бойни доспехи, той не бърза и чака под едно дърво вълните от прилива до достигнат краката му. Мята щита на гърба си и в едната ръка с меч, а в другата със знамето на Кастилия пръв навлиза във водите на океана, докато водата достига бедрата му, размахва знамето в четирите посоки и обявява за испанско владение морето, бреговете, което то мие и прилежащите острови и земи и се заклева да ги защитава. 22-мата му спътници повтарят клетвата и влизат в морето, за да го пробват на вкус. След като установят, че водата е солена, както на другите световни морета, те благодарят на Бога.
Отново се съставя протокол. От реките наоколо и от местните индианци Балбоа и спътниците му получават злато. Малко по-късно идва и голямата изненада – носят им перли с цели шепи – между тях е и голяма перла, наречена по-късно Пелегрина, красяла по-късно короната на Испания и възпята от Мигел де Сервантес и Лопе де Вега.
На 19 януари 1514 г. експедицията се завръща изтощена до краен предел в Дариен. Балбоа е на върха на славата, той е изпълнил обещанията си и всеки участник в неговата експедиция е приказно богат.

## Последни години (1514 – 1519)
След като се завръща на брега на Карибско море, Балбоа изпраща в Испания донесение за великото си откритие, като прилага и голямо количество злато и двеста прекрасни бисера – между тях и прекрасната Пелегрина и правителството, зарадвано от прекрасните подаръци му прощава греховете. Той вече не е разбойник и бунтовник, а най-верен служител на краля и триумфатор. Отново повтаря молбата си до краля за 1000 войници и разрешение за експедиция за завоюването на „Биру“. Този път кралят няма как да откаже.
По-нататъшната съдба на Балбоа е трагична. Скоро след епохалното си откритие той започва открито да враждува с новоназначения управител на Панама Педро Ариас де Авила. При пристигането си Авила прочита на Балбоа кралските грамоти, които предписват милостиво обръщение към откривателя на „Южното море“, но започва тайно следствие срещу него. През 1515 Балбоа получава ново, по-високо назначение от краля и Авила започва да гледа на него като опасен съперник. За да спечели време Авила предлага на Балбоа дъщеря си за съпруга и същевременно му предоставя отряд конкистадори и правото да построи кораби на брега на Панамския залив, с които да плава на юг към нови богати земи – земите Биру. Строежът на корабите върви бързо, но внезапен ураган ги разрушава и Балбоа започва всичко от начало. Междувременно отрядът от Испания, изпратен от краля, пристига.
Малко след това Авила обявява, че Балбоа на своя отговорност замисля експедиция и по този начин заангажира войници и работници в колонията. По заповед на Авила отряд под командата на Франсиско Писаро през 1517 арестува Балбоа за измяна и неподчинение и на 15 януари 1519 година е обезглавен в селището Акла заедно с четирима свои привърженици.

## Памет
Неговото име носят:
- връх Балбоа (9°04′ с. ш. 79°43′ з. д.) в Панама, западно от Панамския канал;
- пристанищен град Балбоа (8°57′ с. ш. 79°34′ з. д.) в Панама, предградие на столицата Панама;
- град Балбоа (2°02′ с. ш. 77°13′ з. д.) в Колумбия, провинция Каука;
- панамска балбоа, паричната единица на Панама;
- Балбоа, кратер на Луната